# 2C-G
2C-G（2,5-二甲氧基-3,4-二甲基苯乙胺，2,5-dimethoxy-3,4-dimethylphenethylamine）是一种含氮有机化合物，化学式为C12H19NO2，结构上与2C-D类似，被用作宗教致幻劑，最早由亚历山大·舒尔金合成。